# Amphimoea walkeri
Amphimoea walkeri är en fjärilsart som beskrevs av Jean Baptiste Boisduval 1875. Amphimoea walkeri ingår i släktet Amphimoea och familjen svärmare. Inga underarter finns listade i Catalogue of Life.

## Bildgalleri

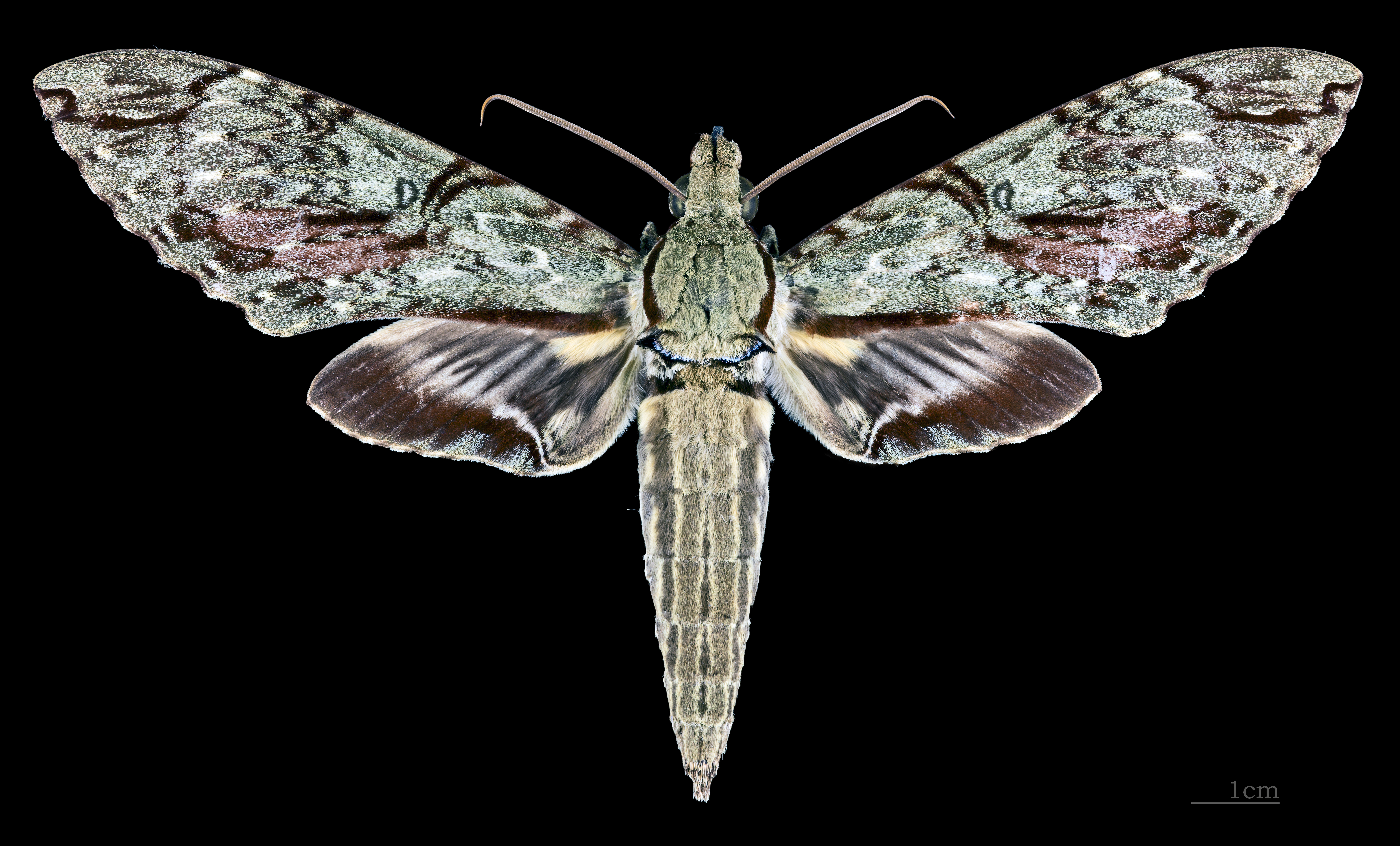
Amphimoea walkeri ♂
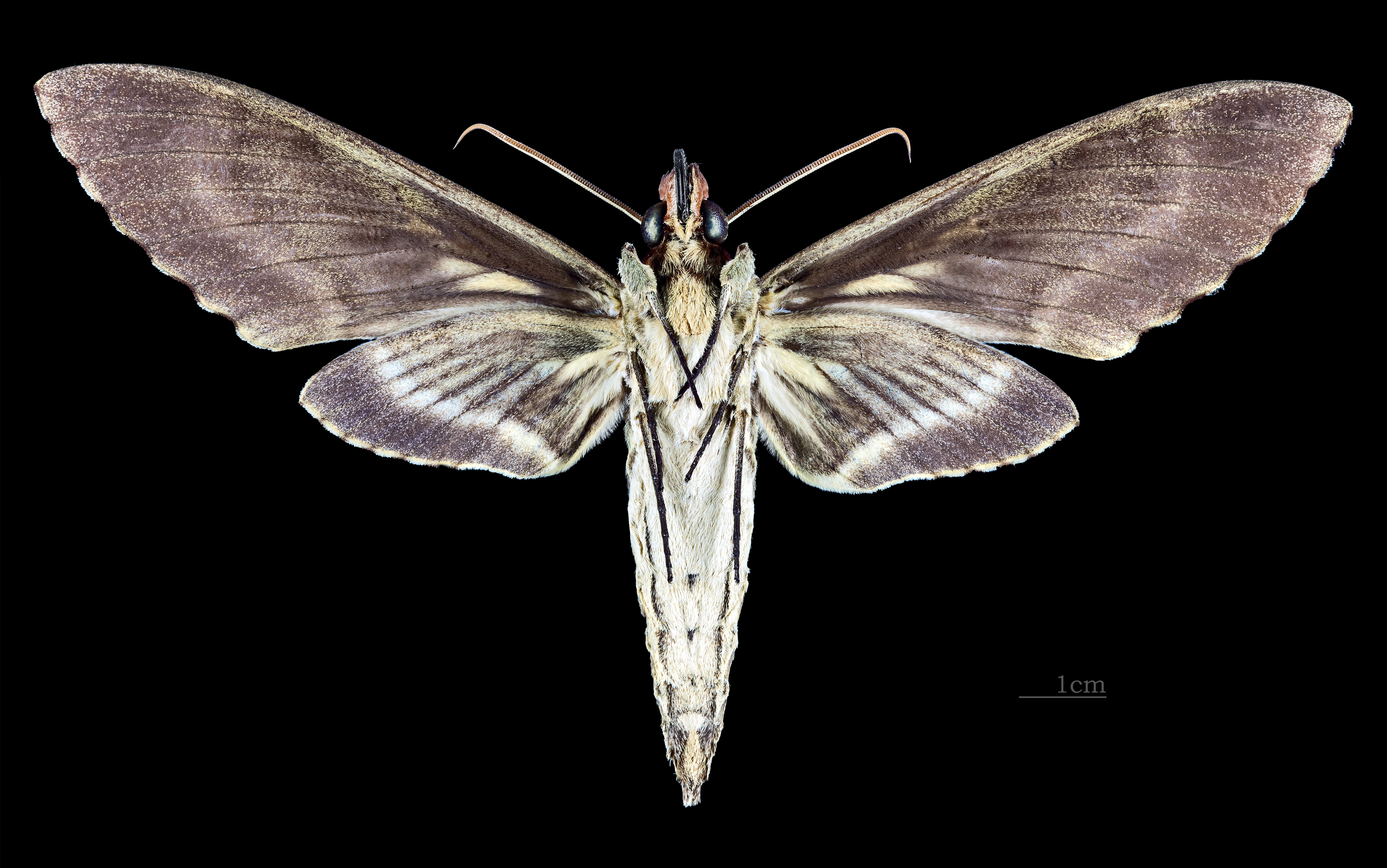
Amphimoea walkeri ♂  △
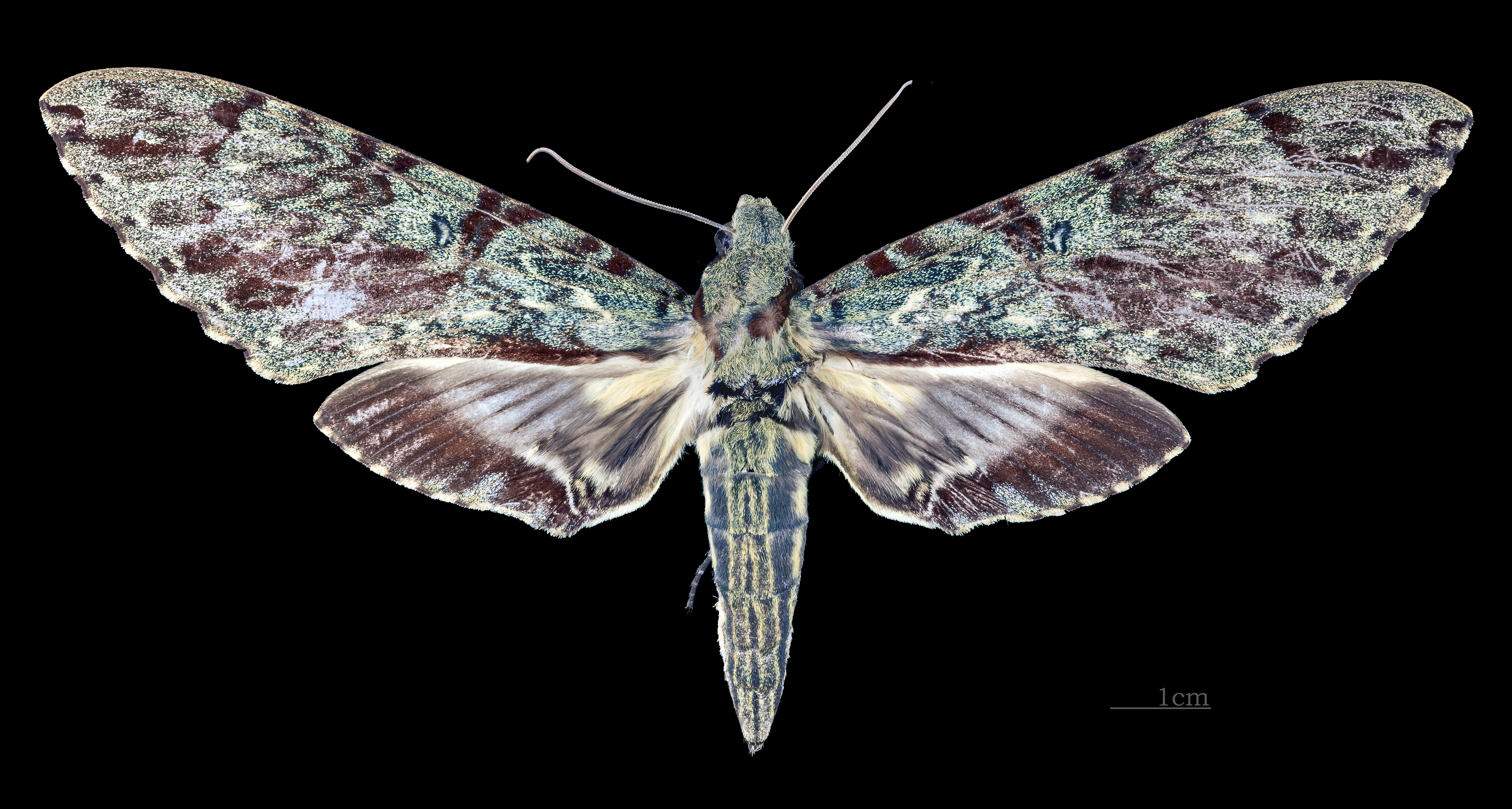
Amphimoea walkeri ♀
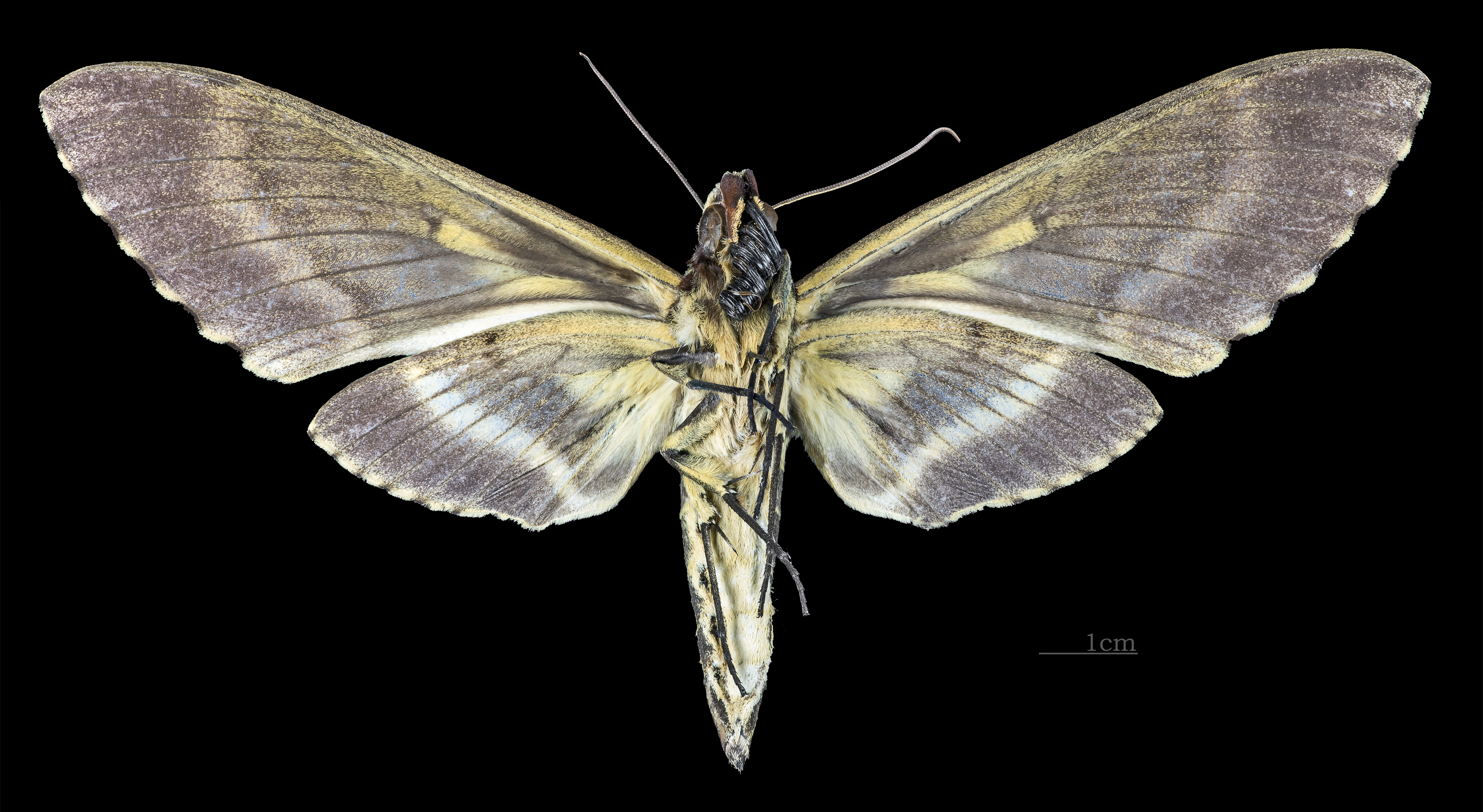
Amphimoea walkeri ♀ △
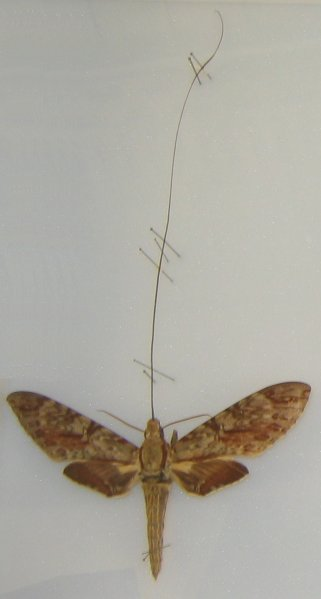